# イアン・スチュワート (陸上選手)
イアン・スチュワート（Ian Stewart、1949年1月15日 - ）は、イギリスの陸上競技選手。1972年ミュンヘンオリンピックの銅メダリストである。

## 経歴
スチュワートは、15歳のとき、地元のクラブに入り陸上を始めた。最初はクロスカントリーの選手として活躍。1968年の英国のジュニアチャンピオンに輝くと、同年夏には、トラックで3000mと5000mで5つのヨーロッパジュニア記録を樹立する。
スチュワートは、翌1969年、ヨーロッパ室内選手権の3000mを制すると、夏のヨーロッパ選手権の5000mでも優勝。さらに翌年、エジンバラで開催されたコモンウェルスゲームズの5000mでは、13分22秒8のヨーロッパ新記録で、ケニアのキプチョゲ・ケイノ、オーストラリアのロン・クラークら強豪を下し優勝。世界のトップ選手としてみなされてゆくようになる。
スチュワートは、1971年、故障のためほとんど走ることができなかったが、1972年ミュンヘンオリンピックでは復帰し、5000mに出場。レースは混戦のハイペースで、5位までがオリンピック新記録を更新するレースとなり、フィンランドのラッセ・ビレン、チュニジアのモハメド・ガムーディに次いで3位でゴールし銅メダルを手にした。ビレンとの差は1秒2、ガムーディとの差も0秒2と僅差であった。
スチュワートは、1974年、1月に開催されたコモンウェルスゲームズでは、5000m、10000mに出場したが、満足いく結果を残すことはできなかった。この年の夏には自転車競技に挑戦している。しかし翌年には陸上に復帰。ポーランドのカトヴィツェで開催されたヨーロッパ室内選手権の3000mで優勝。1週間後、モロッコのラバトで開催された世界クロスカントリー選手権でも優勝を果たす。
スチュワートは、1976年モントリオールオリンピックに出場を果たす。5000mに出場するが金メダルのビレンから約3秒遅れの7位に終わっている。スチュワートは、翌1977年、ロードレースの10マイルで45分13秒の世界最高記録をマークしている。

## 自己ベスト
- 1500m - 3分39秒12 (1969年)
- 1マイル - 3分57秒3 (1969年)
- 3000m - 7分46秒83 (1976年)
- 5000m - 13分22秒8 (1970年)
- 10000m - 27分43秒03 (1977年)

## 主な実績
| 年   | 大会                     | 場所                                 | 種目   | 結果 | 記録       |
| ---- | ------------------------ | ------------------------------------ | ------ | ---- | ---------- |
| 1969 | ヨーロッパ室内陸上選手権 | ベオグラード(ユーゴスラビア)         | 3000m  | 1位  | 7分55秒4   |
| 1969 | ヨーロッパ陸上選手権     | アテネ(ギリシャ)                     | 5000m  | 1位  | 13分44秒8  |
| 1970 | コモンウェルスゲームズ   | エジンバラ(スコットランド)           | 5000m  | 1位  | 13分22秒85 |
| 1972 | オリンピック             | ミュンヘン(西ドイツ)                 | 5000m  | 3位  | 13分27秒61 |
| 1974 | コモンウェルスゲームズ   | クライストチャーチ(ニュージーランド) | 5000m  | 5位  | 13分40秒32 |
| 1974 | コモンウェルスゲームズ   | クライストチャーチ(ニュージーランド) | 10000m | 6位  | 28分17秒2  |
| 1975 | ヨーロッパ室内陸上選手権 | カトヴィツェ(ポーランド)             | 3000m  | 1位  | 7分58秒6   |
| 1976 | オリンピック             | モントリオール(カナダ)               | 5000m  | 7位  | 13分27秒65 |